# LHS 288
LHS 288（Luyten 143-23）是一颗红矮星，它是船底座中离太阳最近的恒星，距离大约为15.6光年。它过于暗淡因此不能用肉眼看到，其视星等为13.92。近年的研究表明它可能有一颗质量与木星相近的太阳系外行星。